# Les Terreurs nocturnes
L'ode intitulée Les Terreurs nocturnes est un poème de Tristan L'Hermite composé « pour le divertissement d'une grande Princesse, sur le sujet de quelques voyages périlleux que l'auteur avait faits pour son service », en 1633 ou 1634, et publié dans le recueil des Vers héroïques en 1648.
L'essayiste René Bray, spécialiste de la littérature baroque, précieuse et classique du XVIIe siècle compte Les Terreurs nocturnes « parmi les chefs-d'œuvre de la poésie française ».

## Présentation

### Contexte
Le poème de Tristan L'Hermite est composé « pour le divertissement d'une grande Princesse, sur le sujet de quelques voyages périlleux que l'auteur avait faits pour son service ». Cette princesse a été identifiée comme étant Marguerite de Lorraine. Cette ode en vingt dizains ferait allusion à l'« un de ces périlleux voyages en Lorraine » entrepris en 1633 ou 1634, et Les Terreurs nocturnes sont à rapprocher de la lettre LXXVIII des Lettres mêlées où Tristan « décrit un beau désert » : 

« Après avoir brossé toute une nuit à travers d'une grande forêt, suivi de plus de quatre-vingt chevaux qui me voulaient attraper, j'ai passé une rivière à leur vue dans un bateau de moulin, mais avec un si grand danger que cela n'est pas imaginable. »

La correspondance publiée du poète est à mettre en relation directe avec ses pièces de vers : « les Lettres mêlées sont le complément surtout de sa poésie ». Cependant, « selon Tristan la poésie a plus de diversité que la peinture et peut après tout représenter cette scène désolée que des prés agréables ».

### Strophes
Amédée Carriat signale Les Terreurs nocturnes parmi les poèmes où Tristan « use de l'heptamètre, cet impair si cher à Verlaine. Voilà qui témoigne d'un sens lyrique remarquable » :
|  | Le soleil se va perdant ; La splendeur dont il éclate Peint là-bas dans l'Occident Un grand fleuve d'écarlate. Le jour est prêt à finir. Déjà mon âme est saisie, En voyant la nuit venir, De cette paralysie Qui trouble ma fantaisie, Et confond mon souvenir. | Ô Cieux ! quel fâcheux arrêt ? Quel calice faut-il boire De passer une forêt Durant une nuit si noire ? Je ne puis me réjouir, Eussé-je acquis des royaumes Sans rien voir, sans rien ouïr, Sans trouver que des atomes, Je vais voir mille fantômes À me faire évanouir. |  |

### Publication
L'ode est publiée dans le recueil des Vers héroïques, en 1648. 

## Postérité

### Éditions nouvelles
En 1955, Amédée Carriat considère Les Terreurs nocturnes comme l'un des « textes oubliés » de Tristan, et donne le texte intégral dans son Éloge d'un poète. Cinq ans plus tard, il reprend le poème dans son Choix de pages. En 1962, Philip Wadsworth reproduit neuf strophes du milieu du poème dans son choix de Poésies de Tristan pour Pierre Seghers.
Dès 1948, cependant, René Bray compte Le Promenoir des deux amants et Les Terreurs nocturnes « parmi les chefs-d'œuvre de la poésie française ».

### Éditions modernes

#### Œuvres complètes
- Jean-Pierre Chauveau et al., Tristan L'Hermite, Œuvres complètes (tome III) : Poésie II, Paris, Honoré Champion, coll. « Sources classiques » (no 42), 2002, 736 p. (ISBN 978-2-745-30607-4)

#### Anthologies
- Amédée Carriat (présentation et annotations), Tristan L'Hermite : Choix de pages, Limoges, Éditions Rougerie, 1960, 264 p.
- Philip Wadsworth (présentation et notes), Tristan L'Hermite : Poésies, Paris, Pierre Seghers, 1962, 150 p.

### Ouvrages cités
- Napoléon-Maurice Bernardin, Un Précurseur de Racine : Tristan L'Hermite, sieur du Solier (1601-1655), sa famille, sa vie, ses œuvres, Paris, Alphonse Picard, 1895, XI-632 p.
- René Bray, La Préciosité et les Précieux : de Thibaut de Champagne à Jean Giraudoux, Paris, Éditions Albin Michel, 1948, 406 p.
- Amédée Carriat, Tristan, ou L'éloge d'un poète, Limoges, Éditions Rougerie, 1955, 146 p.
- Catherine Grisé (introduction et notes), Lettres mêlées (texte original de 1642), Genève, Librairie Droz, coll. « Textes littéraires français » (no 193), 1972, XXXVI-227 p.